# Juan Bermudo

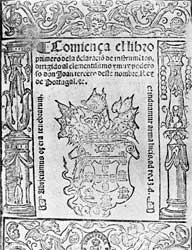
"Declaració d'instruments musicals". 549.

Fra Juan Bermudo (Écija, c. 1510 - c. 1565) fou un teòric musical i compositor espanyol del Renaixement. Encara que es desconeix part de la seva biografia, se sap que va prendre l'orde franciscà el 1525, estudiant a Sevilla i posteriorment Trivium i Quadrivium a la universitat d'Alcalá de Henares. Una penosa malaltia li va fer abandonar la predicació i es va dedicar a llegir llibres de música. A partir de 1549, es va dedicar a escriure diversos tractats de teoria musical, sobretot, la seva  Declaració d'instruments musicals , en cinc llibres, pel que és famós mundialment. El primer dels llibres és dedicat a la lloança de la música, el segon i tercer es refereixen a la teoria de la música, el quart a instruments de teclat i corda i l'últim es dedica al contrapunt i la composició. En l'esmentada Declaració hi ha fins a tretze composicions per a orgue, de gran importància per a l'escola organística espanyola, juntament amb altres compositors com Tomás de Santa María, Francisco Correa de Arauxo, Francisco Pérez Palero o Pere Albert Vila.

## Tractats teòrics
Tots aquells que aspiraven a ser bons arpistes, organistes o vihuelistes havien d'acostar-se a les fonts de consells del seu llibre quart de la Declaració d'instruments musicals.
- 1549 - «Llibre primer de la Declaració d'instruments musicals». Dedicat a l'elogi de la música. Edició: Taller de Juan de León a Osuna
- 1550 - «Art Tripharia» Edició: Taller de Juan de León a Osuna
- 1555 - «Declaració d'instruments musicals» Edició: Taller de Juan de León a Osuna